# James Ward (psykolog)
James Ward, född den 27 januari 1843 i Kingston upon Hull, död den 4 mars 1925 i Cambridge, var en engelsk filosof och psykolog.
Ward studerade i Liverpool, Berlin, Göttingen, Cambridge och London, förberedde sig för den prästerliga banan och tjänstgjorde ett år vid Emmanuelkyrkan i Cambridge, men övergick på grund av ändrade teologiska åsikter till universitetet i samma stad, där han blev "fellow" 1875, promoverades 1887 och blev professor i "mental philosophy" 1897. 
Ward intog inom den engelska filosofin en ståndpunkt, som i viss mån motsvarar Euckens i Tyskland och Norströms i Sverige. Han kritiserade grundligt materialismen och agnosticismen och sökte lägga grunden till en spiritualistisk och teistisk filosofi. Inom psykologin betonade han aktiviteten och kontinuiteten i själslivet.
Hans huvudarbeten är Naturalism and Agnosticism (Gifford-föreläsningar, 2 band, 1899, 3:e upplagan 1907), The Realms of Ends or Pluralism and Theism (Gifford-föreläsningar 1911, 2:a upplagan 1912), Heredity and Memory (1913) och Psychological Principles (1918; 2:a upplagan 1920), varjämte han skrev många filosofiska och psykologiska uppsatser i "Encyclopædia Britannica", i "Mind" och andra engelska tidskrifter.